# Macrocentrum cristatum
Macrocentrum cristatum är en tvåhjärtbladig växtart som först beskrevs av Dc., och fick sitt nu gällande namn av José Jéronimo Triana. Macrocentrum cristatum ingår i släktet Macrocentrum och familjen Melastomataceae.

## Underarter
Arten delas in i följande underarter:
- M. c. microphyllum
- M. c. parviflorum